# Плещевка (Псковская область)
Плещевка — деревня в Дедовичском районе Псковской области России. Входит в состав Шелонской волости.

## География
Расположена на правом берегу реки Шелонь, на востоке района, в 30 км к востоку от районного центра Дедовичи, на южной окраине бывшего волостного центра, деревни Станки.

## История
До 3 июня 2010 года деревня входила в состав ныне упразднённой Станковской волости.

## Население
Численность населения деревни составляет 33 жителя (2000 год).